# Matías Caruzzo
Matías Nicolás Caruzzo (Buenos Aires, 15 de agosto de 1984) es un exfutbolista argentino. Se desempeñaba como defensor central y su último equipo fue Argentinos Juniors de la Superliga Argentina. Actualmente desde el 10 de mayo de 2022 trabaja en San Lorenzo de Almagro como Coordinador de Fútbol Profesional.

## Trayectoria

### Argentinos Juniors (2006-2010)
Surgido de las divisiones inferiores de Argentinos Juniors. Debutó en el bicho colorado el 25 de marzo de 2006 en donde sería derrota de su equipo por 3-1 frente a Gimnasia de Jujuy. Su primer partido como titular fue el 15 de abril de 2006 en una goleada por 4-0 frente a Tiro Federal de Rosario, Caruzzo marcaría su primer gol a los cinco minutos de empezado ese mismo cotejo y comenzaría lo que terminaría en goleada.
Fue ganando la titularidad en el primer equipo, mediante buenas actuaciones, y se lo consideraba como uno de los mejores jugadores del club. Llevaba la cinta de capitán del conjunto de La Paternal, por su carácter y personalidad era uno de los líderes del equipo, junto con el argentino nacionalizado paraguayo Néstor Ortigoza. 
El 9 de mayo de 2010 se convirtió en el héroe de la tarde cuando en el minuto 93 del cotejo contra independiente pudo marcar el 4-3 definitivo y seguir con chances para obtener el Torneo Clausura 2010, título que conseguirían en la última fecha del torneo tras vencer a Huracán.

### Boca Juniors (2010-2013)
En julio de 2010, es traspasado a Boca Juniors por la cifra de 2.500.000 dólares por el 85% del pase, por expreso pedido de Claudio Borghi, por entonces entrenador del club de la Ribera.
En su primer torneo en Boca, mostró un alto rendimiento en la nueva defensa armada por los Xeneizes, constituyéndose en el jugador más regular de la defensa del equipo. Tan sólo un par de meses después su nivel bajó y pasó a ser cuestionado con frecuencia. 
El 4 de diciembre de 2011, Boca Juniors se consagra campeón del Apertura de ese mismo año, siendo Caruzzo suplente, formando parte del equipo titular en tres partidos de los 19 disputados (San Lorenzo, Independiente y Arsenal), aunque es considerado uno de los referentes del plantel.
En 2012, el Club Atlético Boca Juniors, pelearía los tres frentes, el Torneo Clausura 2012, la Copa Libertadores 2012 y la Copa Argentina 2011/12. En el Torneo Clausura 2012, Boca, estaría 1° hasta la fecha 17, donde, Boca, flaqueó y terminó en la 4° posición. En la Copa Libertadores 2012, Boca, llegaría de forma estupenda a la final pero terminaría flaqueando y perdió en el global contra el Corinthians por 1-3, Boca, tuvo que conformarse con el subcampeonato.
Luego ganaría la Copa Argentina 2011/12 en la final ante Racing Club por 2-1 y jugando como titular junto a Rolando Schiavi en la zaga central.
El día 25 de noviembre de ese mismo año, Caruzzo alcanzó su primer grito de gol con la camiseta Xeneize mediante un gran cabezazo frente a Racing Club, cotejo correspondiente al Torneo Inicial 2012 que finalizó 3-1 a favor de Boca.

### Universidad de Chile (2014)
El 26 de diciembre del 2013 deja Boca Juniors para recalar en la Universidad de Chile, alegando que le quedaban seis meses de contrato y no veía un futuro como titular en el equipo de la ribera.
Su debut en el equipo chileno fue el 26 de enero del 2014 en una goleada por 5-0 frente al Ñublense, disputando los 90 minutos. El 31 de enero jugaría su primer partido por Copa Libertadores ganando 1-0 y teniendo un gran partido.
El único gol que convirtió en el elenco chileno lo hizo el 13 de abril en una dura derrota por 5-2 frente a Huachipato marcando el 2-0 a favor parcial.

### Argentinos Juniors (2014)
El 6 de julio del 2014 hace oficial su vuelta al club que lo vio crecer como futbolista. Argentinos acaba de perder la categoría y eso lo desmoralizó, haciendo que el jugador vuelva e intente ascender nuevamente al "bicho" junto a varios compañeros campeones en el 2010 como Juan Sabia, Germán Basualdo, Facundo Coria, entre otros.
Su retorno oficial al campo de juego con la camiseta de Argentinos Juniors, se produjo el 9 de agosto del 2014 en una victoria por 1-0 frente a Boca Unidos en donde Caruzzo tuvo un gran desempeño.
El 7 de diciembre, tras un empate en 1 con Douglas Haig, Argentinos Juniors logra el retorno a Primera División tras salir primero en su zona y logrando uno de los diez ascensos que se disputaban en esa corta temporada.

### San Lorenzo De Almagro (2015-2018)
El 15 de enero de 2015, se sumó al plantel del vigente campeón de la Copa Libertadores, San Lorenzo de Almagro.
Debutó con el conjunto de Boedo el 29 de enero en Mendoza contra Godoy Cruz por la Copa Amistad, en la cual el Ciclón ganó 1-0, gracias a un tanto suyo de cabeza luego de un tiro de esquina ejecutado por Sebastián Blanco.
Su debut oficial con la camiseta azulgrana se registró el 6 de febrero por el partido de ida por la Recopa Sudamericana 2015 en donde sería derrota por 1-0 frente a River Plate. Ya por el Campeonato, el 23 de febrero haría su presentación entrando desde el banco de suplentes por Fabricio Fontanini en lo que sería victoria cuerva por 2-1 en Florencio Varela.
Tendría buenas actuaciones en el conjunto de Edgardo Bauza, anotando su primer gol ante Huracán en el Nuevo Gasómetro el 15 de marzo en lo que sería un 3-1 para el local. Un gol importante fue el que le marcó a Crucero del Norte el 16 de agosto del 2015 por la fecha 20, dándole el triunfo agónico a su equipo por 2 a 1. El 22 de agosto, por segundo partido consecutivo, marcaría el 1-0 parcial tras una serie de rebotes en el área, en una victoria por 3-2 frente Argentinos Juniors.
El 10 de febrero del 2016 se coronaría campeón de la Supercopa Argentina por un contundente 4-0 frente a su ex club, Boca Juniors, siendo una de las piezas fundamentales en la defensa.
El día 17 de abril de 2016 anotó el empate parcial frente a Rosario Central, un tanto de cabeza tras un excelente centro de Ezequiel Cerutti.

### Rosario Central (2018-2019)
Después de 3 años con San Lorenzo, emigró a Rosario Central en enero de 2018, pese a que le costó mudarse con sus tres hijos. Siendo referente en la zaga central, logró el campeonato de la Copa Argentina 2018, pateando el último penal de la tanda de cinco disparos.

## Selección nacional
Fue citado por la selección cuando esta era dirigida por Diego Maradona, hizo su debut el 20 de mayo de en 2009 contra Panamá lo que sería victoria 3-1. El 30 de septiembre de 2009 jugaría su segundo amistoso frente a la selección de Ghana.
Ya en 2010, el 26 de enero, enfrentaría a una selección Juvenil de Costa Rica donde triunfaría la Argentina por 3-2. El 10 de febrero disputaría otro amistoso, esta véz frente a la selección de Jamaica, sería victoria por 2-1. El 5 de mayo enfrentaría a la selección de Haití en una goleada por 4-0 lo que sería su quinto encuentro con el combinado albiceleste.
A principios de octubre del 2016, se rumoreó fuertemente su nombre para integrar la selección nacional debido a la gran cantidad de defensores amonestados de los regulares en el equipo.
Tanto Nicolás Otamendi como Emmanuel Mas, uno por acumulación de amarillas y otro por lesión respectivamente, no podían disputar el encuentro siguiente a la victoria 1-0 frente a Chile. Por lo que el técnico Edgardo Bauza, citó a Caruzzo para que vaya de relevo en el encuentro del 28 de marzo del 2017 frente a Bolivia en La Paz. A los 30 minutos del primer tiempo, Ramiro Funes Mori, sale lesionado entrando Caruzzo en su lugar luego de siete años sin vestir la albiceleste. El encuentro terminaría 2-0 a favor del conjunto local, con un Caruzzo de regular actuación y disputando los 60 minutos restantes.

## Estadísticas

### Clubes
| Club                                                                 | Div.                | Temporada           | Liga  | Liga  | Liga   | Copas Nacionales | Copas Nacionales | Copas Nacionales | Torneos Internacionales | Torneos Internacionales | Torneos Internacionales | Total | Total | Total  | Media goleadora(1) |
| Club                                                                 | Div.                | Temporada           | Part. | Goles | Asist. | Part.            | Goles            | Asist.           | Part.                   | Goles                   | Asist.                  | Part. | Goles | Asist. | Media goleadora(1) |
| -------------------------------------------------------------------- | ------------------- | ------------------- | ----- | ----- | ------ | ---------------- | ---------------- | ---------------- | ----------------------- | ----------------------- | ----------------------- | ----- | ----- | ------ | ------------------ |
| Argentinos Juniors Argentina                                         | 1.ª                 |                     |       |       |        |                  |                  |                  |                         |                         |                         |       |       |        |                    |
| Argentinos Juniors Argentina                                         | 1.ª                 | 2005-06             | 3     | 1     | 0      | -                | -                | -                | -                       | -                       | -                       | 3     | 1     | 0      | 0,33               |
| Argentinos Juniors Argentina                                         | 1.ª                 | 2006-07             | 14    | 1     | 0      | -                | -                | -                | -                       | -                       | -                       | 14    | 1     | 0      | 0,07               |
| Argentinos Juniors Argentina                                         | 1.ª                 | 2007-08             | 29    | 0     | 0      | -                | -                | -                | -                       | -                       | -                       | 29    | 0     | 0      | 0,00               |
| Argentinos Juniors Argentina                                         | 1.ª                 | 2008-09             | 35    | 0     | 0      | -                | -                | -                | 8                       | 0                       | 1                       | 43    | 0     | 1      | 0,00               |
| Argentinos Juniors Argentina                                         | 1.ª                 | 2009-10             | 37    | 2     | 1      | -                | -                | -                | -                       | -                       | -                       | 37    | 2     | 1      | 0,05               |
| Argentinos Juniors Argentina                                         | 2.ª                 | 2014                | 20    | 0     | 0      | 3                | 0                | 0                | -                       | -                       | -                       | 23    | 0     | 0      | 0,00               |
| Argentinos Juniors Argentina                                         | 1.ª                 | 2020                | 0     | 0     | 0      | 0                | 0                | 0                | 1                       | 0                       | 0                       | 1     | 0     | 0      | 0,00               |
| Argentinos Juniors Argentina                                         | Total club          | Total club          | 138   | 4     | 1      | 3                | 0                | 0                | 9                       | 0                       | 1                       | 150   | 4     | 2      | 0,03               |
| Boca Juniors Argentina                                               | 1.ª                 | 2010-11             | 34    | 0     | 3      | -                | -                | -                | -                       | -                       | -                       | 34    | 0     | 3      | 0,00               |
| Boca Juniors Argentina                                               | 1.ª                 | 2011-12             | 13    | 0     | 0      | 4                | 0                | 0                | 6                       | 0                       | 0                       | 23    | 0     | 0      | 0,00               |
| Boca Juniors Argentina                                               | 1.ª                 | 2012-13             | 20    | 1     | 1      | 3                | 0                | 0                | 8                       | 0                       | 0                       | 31    | 1     | 1      | 0,03               |
| Boca Juniors Argentina                                               | 1.ª                 | 2013                | 6     | 1     | 0      | -                | -                | -                | -                       | -                       | -                       | 6     | 1     | 0      | 0,16               |
| Boca Juniors Argentina                                               | Total club          | Total club          | 73    | 2     | 4      | 7                | 0                | 0                | 14                      | 0                       | 0                       | 94    | 2     | 4      | 0,02               |
| Universidad de Chile · Chile ·                                       | 1.ª                 | 2014                | 9     | 1     | 1      | 2                | 0                | 0                | 7                       | 0                       | 0                       | 19    | 1     | 1      | 0,05               |
| Universidad de Chile · Chile ·                                       | Total club          | Total club          | 9     | 1     | 1      | 2                | 0                | 0                | 7                       | 0                       | 0                       | 19    | 1     | 1      | 0,05               |
| San Lorenzo Argentina                                                | 1.ª                 | 2015                | 24    | 4     | 0      | 2                | 0                | 0                | 8                       | 0                       | 0                       | 34    | 4     | 0      | 0,12               |
| San Lorenzo Argentina                                                | 1.ª                 | 2016                | 14    | 1     | 1      | 1                | 0                | 0                | 5                       | 0                       | 0                       | 20    | 1     | 1      | 0,05               |
| San Lorenzo Argentina                                                | 1.ª                 | 2016-17             | 23    | 1     | 0      | 4                | 1                | 0                | 14                      | 1                       | 0                       | 41    | 3     | 0      | 0,10               |
| San Lorenzo Argentina                                                | 1.ª                 | 2017-18             | 19    | 0     | 0      | 1                | 0                | 0                | 3                       | 0                       | 0                       | 23    | 0     | 0      | 0,00               |
| San Lorenzo Argentina                                                | Total club          | Total club          | 80    | 6     | 1      | 8                | 1                | 0                | 30                      | 1                       | 0                       | 118   | 8     | 1      | 0,09               |
| Rosario Central Argentina                                            | 1.ª                 | 2018-19             | 18    | 1     | 0      | 8                | 0                | 0                | 2                       | 0                       | 0                       | 28    | 1     | 0      | 0,04               |
| Rosario Central Argentina                                            | 1.ª                 | 2019                | 9     | 1     | 0      | -                | -                | -                | -                       | -                       | -                       | 9     | 1     | 0      | 0,11               |
| Rosario Central Argentina                                            | Total club          | Total club          | 27    | 2     | 0      | 8                | 0                | 0                | 2                       | 0                       | 0                       | 37    | 2     | 0      | 0,05               |
| Total en su carrera                                                  | Total en su carrera | Total en su carrera | 327   | 15    | 8      | 28               | 1                | 0                | 63                      | 1                       | 1                       | 420   | 17    | 8      | 0,04               |
| (1) No incluye datos de partidos amistosos ni categorías inferiores. |                     |                     |       |       |        |                  |                  |                  |                         |                         |                         |       |       |        |                    |

## Palmarés

### Campeonatos nacionales
| Título              | Equipo             | País      | Año     |
| ------------------- | ------------------ | --------- | ------- |
| Primera División    | Argentinos Juniors | Argentina | C-2010  |
| Primera División    | Boca Juniors       | Argentina | A-2011  |
| Copa Argentina      | Boca Juniors       | Argentina | 2011/12 |
| Supercopa Argentina | San Lorenzo        | Argentina | 2015    |
| Copa Argentina      | Rosario Central    | Argentina | 2017-18 |